# Histoire du Congrès des États-Unis

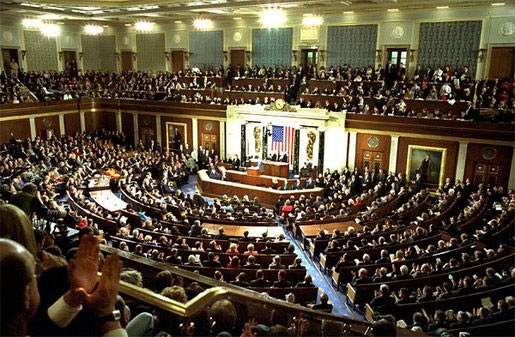

L'histoire du Congrès des États-Unis relate l'évolution de la branche législative depuis l'indépendance des États-Unis à nos jours. 
À différentes périodes de l'histoire américaine, le rôle du Congrès a évolué en même temps que les relations avec les autres branches du gouvernement, et a parfois été marqué par des conflits partisans intenses et à d'autres moments par une coopération apaisée. Ses relations avec les autres branches du gouvernement ont évolué avec le temps. En général, le Congrès était plus puissant au XIXe siècle qu'au XXe siècle, lorsque la Présidence (en particulier en temps de guerre) est devenue une branche plus dominante.

## Les Débuts

### La confédération
L'histoire remonte au Premier Congrès continental qui s'est réuni en septembre-octobre 1774. Il s'agissait à l'origine d'une simple réunion de représentants de douze des colonies américaines de Grande-Bretagne qui s'est contentée d'adresser une liste de griefs au roi George III. Mais c'est le Second Congrès continental convoqué le 10 mai 1775 avec douze colonies présentes qui s'érige en Assemblée constituante à la suite de l'entrée en guerre révolutionnaire américaine le mois précédent. Un an plus tard, le 4 juillet 1776, le Congrès continental déclare les treize colonies États libres et indépendants, en se référant à eux comme les États-Unis d'Amérique. 
Le deuxième Congrès continental devient le gouvernement national jusqu'au 1er mars 1781, supervise la guerre et la diplomatie et adopte les articles de la Confédération que les États ratifièrent en 1781. Le congrès de la Confédération a gouverné les États-Unis pendant huit années du 1er mars 1781 au 4 mars 1789 détenant le pouvoir législatif et exécutif. 
Mais le gouvernement central, constitué d'un simple corps unicameral dans lequel chaque État dispose de la même représentation avec un droit de veto sur la plupart des décisions, qui demandent une super majorité, a une autorité limitée aux affaires étrangères et militaires. Il n'a pas le pouvoir de percevoir les impôts, réglementer le commerce interétatique ou de faire appliquer les lois. Ce système de gouvernement fonctionne mal, impuissant à gérer les luttes économiques entre les États, à soumettre les actes de rébellion et garantir la sécurité nationale. 
En 1786, une convention, à laquelle les délégués de tous les États de l'Union furent invités, est appelée à se réunir à Annapolis pour étudier les mesures à prendre pour une meilleure réglementation du commerce. Mais seuls cinq États (New York, Pennsylvanie, Virginie, New Jersey et Delaware) sont présents et ne peuvent conclure. Les délégués présents proposent une nouvelle convention à Philadelphie l'année suivante pour amender les articles de la Confédération. 

### La constitution
En mai 1787, une Convention se réunit à la Maison de l'État de Philadelphie. Cette fois tous les États ont accepté d'envoyer des délégués, à l'exception de Rhode Island. Rapidement, il est décidé de rédiger une nouvelle Constitution, plutôt que d'améliorer les articles de la Confédération. L'une des questions les plus controversées porte sur la structure du pouvoir législatif, le choix étant entre une structure bicamérale (plan de Virginie) et une structure unicamérale (plan du New Jersey). Malgré l'opposition des petits États faiblement peuplés préconisant une représentation égalitaire entre États, c'est le Plan virginien quelque peu amendé qui fut adopté. Le compromis connu sous le nom de Compromis du Connecticut ou Grand Compromis prévoyait une Chambre basse (Chambre des Représentants) serait élue directement par le peuple et proportionnellement à la population alors que la Chambre haute (Sénat) fournirait une représentation égale des États avec l'élection des sénateurs par les législatures des États. Un autre compromis, celui des trois-cinquièmes, est obtenu par les États esclavagistes afin qu'ils gardent une proportion démographique.
L'autre point de friction a porté sur l'équilibre des pouvoirs entre la Fédération et les États membres opposant les fédéralistes aux anti-fédéralistes sur la portée, le pouvoir, le rôle et l'autorité du Congrès, débat qui se poursuit, à des degrés divers, jusqu'à nos jours. La Constitution confère plus de pouvoirs au gouvernement fédéral. Le Congrès peut intervenir dans la réglementation du commerce entre États, la gestion des affaires étrangères et de l'armée, l'établissement d'une monnaie nationale. Ces nouvelles dispositions sont considérées comme essentielles pour le succès de la nouvelle nation et pour résoudre les différends qui avaient été soulevés par la précédente Constitution. Mais les États conservaient la souveraineté sur d'autres matières. 
Pour se prémunir contre l'abus de pouvoir au niveau fédéral, la Constitution a ordonné la séparation des pouvoirs, avec des responsabilités réparties entre les pouvoirs exécutif, législatif et judiciaire. La Constitution a été ratifiée à la fin de 1788 et sa mise en œuvre complète a été fixée au 4 mars 1789.
Les fédéralistes ont obtenu le contrôle du Congrès américain lors des premières élections du Congrès et de la Présidence en 1789. 
Entre 1792 et 1800, la lutte pour le pouvoir au Congrès s'instaure entre le Parti fédéraliste d'Alexander Hamilton et le nouveau Parti républicain-démocrate de James Madison et Thomas Jefferson. Ce dernier réussit finalement à prendre le contrôle de la Chambre des représentants après les élections de 1792. En 1794, cependant, le Parti républicain-démocrate perd le contrôle du Sénat des États-Unis, à cause de l'opposition du parti au traité de Jay ; puis celui de la Chambre des représentants en raison de son soutien à la Révolution française alors impopulaire. 

## Le XIXesiècle

### 1800-1820
Le début du XIXe siècle a été marqué par de fréquents affrontements entre la Chambre des représentants et le Sénat. Après la victoire aux élections américaines de 1800, le Parti démocrate-républicain de Jefferson a dominé à la fois le Sénat américain et la Chambre des représentants des États-Unis. Les droits des États sont devenus un problème populaire après que les résolutions de la Virginie et du Kentucky se sont opposés aux Fédéralistes lors du Alien and Sedition Acts.
Les fédéralistes, après avoir perdu la Présidence et le Congrès, disposaient du recours à la Cour suprême, présidée par le juge en chef John Marshall. Un juge très partisan, Samuel Chase, avait contrarié le président Jefferson par des attaques partisanes très poussées le qualifiant de jacobin. Jefferson, après être devenu président, a exhorté le Congrès à destituer Chase. La Chambre a initié la destitution à la fin de 1804, et mais le Sénat l'a acquitté en partie en se rendant compte que, bien que les actions de Chase aient été répréhensibles, il était plus important de préserver un pouvoir judiciaire indépendant. L'action du Congrès a eu pour effet de brimer la Cour suprême dont les membres, à partir de ce moment-là, se sont abstenus en général d'attaques ouvertes contre les membres du Congrès ou du Président, et ont limité leurs critiques aux aspects judiciaires de leurs décisions. Chase fut ainsi le seul juge de la Cour suprême mis en accusation par le Congrès.
Henry Clay, président de la Chambre des représentants et élu du Kentucky est le leader dominant du Congrès dans les années 1810. Il est le principal acteur de l'équilibre numérique entre les États du Nord et les États esclavagistes du Sud. Le nombre d'États libres et esclavagistes était maintenu égal par une série de compromis, tels que le compromis du Missouri de 1820. Pendant ce temps, la population du Nord s'accroissait plus vite et dominait la Chambre des représentants, malgré la règle qui comptait pour les 3/5e la population esclave qui n'avait pas de droit de vote dans le Sud.

## Source
- (en) Cet article est partiellement ou en totalité issu de l’article de Wikipédia en anglais intitulé « History of the United States Congress » (voir la liste des auteurs).